# 스테이시 키치
스테이시 키치(Stacy Keach, 1941년 6월 2일 ~ )는 미국의 배우이다. 아서 코핏의 《Indians》(1969-70)를 통해 1970년 제24회 토니상 연극 부문 남우주연상을 수상하였다. 또한 드라마 데스크상을 네 차례 수상하였으며, 오비상에 한 차례 후보 지명되었다. 텔레비전 미니시리즈 《헤밍웨이》(1988)로 1989년 제46회 골든 글로브상 미니시리즈·TV 영화 부문 남우주연상을 수상하였다.

## 출연 작품

### 영화
- 운명의 맥클라우드 (1970)
- 폴 뉴먼의 법과 질서 (1972)
- 팻 시티 (1972)
- La montagna del dio cannibale (1978)
- 9번째 배치 (1980)
- 롱 라이더스 (1980)
- LA 탈출 (1996)
- 아메리칸 히스토리 X (1998)
- 일리언 6: 더 싸인 666 (1999)
- 아이스브레이커 (2000)
- 본 레거시 (2012)
- 네브래스카 (2013)

### 텔레비전
- 헤밍웨이 (1988, Hemingway) - 어니스트 헤밍웨이 역
- 프리즌 브레이크 (2005-07)
- 미티어 (2009)
- 두 남자와 1/2 (2010)
- 블루 블러드 (2016-현재)